# Mette Barfod
Mette Barfod es una deportista danesa que compitió en piragüismo en las modalidades de aguas tranquilas y maratón. Ganó dos medallas en el Campeonato Europeo de Piragüismo: plata en 2005 y bronce en 2006, ambas en la prueba de K2 1000 m.
En la modalidad de maratón obtuvo cinco medallas en el Campeonato Mundial entre los años 2000 y 2006, y una medalla en el Campeonato Europeo de 2003.

## Palmarés internacional

### Piragüismo en aguas tranquilas
| Campeonato Europeo | Campeonato Europeo       | Campeonato Europeo | Campeonato Europeo |
| Año                | Lugar                    | Medalla            | Competición        |
| ------------------ | ------------------------ | ------------------ | ------------------ |
| 2005               | Poznań (Polonia)         | Medalla de plata   | K2 1000 m          |
| 2006               | Račice (República Checa) | Medalla de bronce  | K2 1000 m          |

### Piragüismo en maratón
| Campeonato Mundial | Campeonato Mundial  | Campeonato Mundial | Campeonato Mundial |
| Año                | Lugar               | Medalla            | Competición        |
| ------------------ | ------------------- | ------------------ | ------------------ |
| 2000               | Dartmouth (Canadá)  | Medalla de bronce  | K2                 |
| 2003               | Valladolid (España) | Medalla de plata   | K2                 |
| 2004               | Bergen (Noruega)    | Medalla de plata   | K2                 |
| 2005               | Perth (Australia)   | Medalla de bronce  | K2                 |
| 2006               | Trémolat (Francia)  | Medalla de oro     | K2                 |
| Campeonato Europeo |                     |                    |                    |
| Año                | Lugar               | Medalla            | Competición        |
| 2003               | Gdansk (Polonia)    | Medalla de bronce  | K2                 |